# Leão de Ocrida
Leão de Ocrida (†1056) foi um líder religioso e defensor da Igreja Ortodoxa. Aparece pela primeira vez numa posição em Santa Sofia. Em 1037, foi consagrado como arcebispo autocéfalo de "Toda a Bulgária", se tornando o primeiro Arcebispo de Ocrida (Ohrid). Sob os auspícios de Leão, ergueu-se em Ocrida a nova sede do arcebispado da Bulgária, a Catedral de Santa Sofia de Ocrida.
Ele também publicou diversos argumentos eclesiásticos contra a Igreja Ocidental, principalmente o fato de se permitir comer carne com sangue, algo que ele acreditava ir contra o Decreto Apostólico de Atos 15. Suas obras foram muito importantes nos debates que levaram ao Grande Cisma do Oriente em 1054.